# Thelypteris pusilla
Thelypteris pusilla là một loài thực vật có mạch trong họ Thelypteridaceae. Loài này được (Mett.) Ching miêu tả khoa học đầu tiên năm 1941.